# Ex Libris Group
Die Ex Libris Group (hebräisch אֶקְס לִיבְּרִיס בָּעָ״מ Eqs Lībrīs BaʿA"M) ist einer der Weltmarktführer für integrierte Bibliothekssysteme und andere Bibliothekssoftware. Die Firma hat ihren Hauptsitz in Jerusalem und gehört dem US-amerikanischen Unternehmen ProQuest, das selbst zu Clarivate gehört.
Hauptabnehmer der Bibliothekssysteme sind wissenschaftliche Bibliotheken, vor allem Universitätsbibliotheken. Die Kunden sind über die ganze Welt verteilt.

## Produkte
Die wichtigsten Produkte sind Aleph beziehungsweise die kleinere Ausführung Alephino und Voyager. Sie wird zukünftig durch Alma, die zwangsweise in der Cloud läuft und nicht mehr lokal installiert werden kann, abgelöst.
Darüber hinaus ist Ex Libris der Hersteller von Ex Libris SFX – einem der ersten Linkresolver, der Discovery & Delivery Lösung Primo und MetaLib. Darüber hinaus gehören die Produkte Verde, DigiTool und Rosetta zum Portfolio. Organisiert ist die Firma mit acht Tochtergesellschaften und 12 lokalen Distributoren in 23 Ländern für mehr als 4500 Kunden weltweit. Konkurrent der Ex Libris Group ist unter anderem das US-amerikanisch-niederländische Unternehmen OCLC PICA.

## Mitarbeiter
Ende 2011 hatte Ex Libris 512 Angestellte, davon arbeiteten 170 in der Entwicklung.
Im Jahr 2015 wird die Mitarbeiteranzahl auf rund 500 geschätzt. Von ihnen arbeiten einige hundert in Israel, der Rest verteilt sich über die weltweit verteilten Standorte von Ex Libris.
Von 2003 bis 2017 war Matti Shem-Tov der Direktor von Ex Libris.

## Geschichte

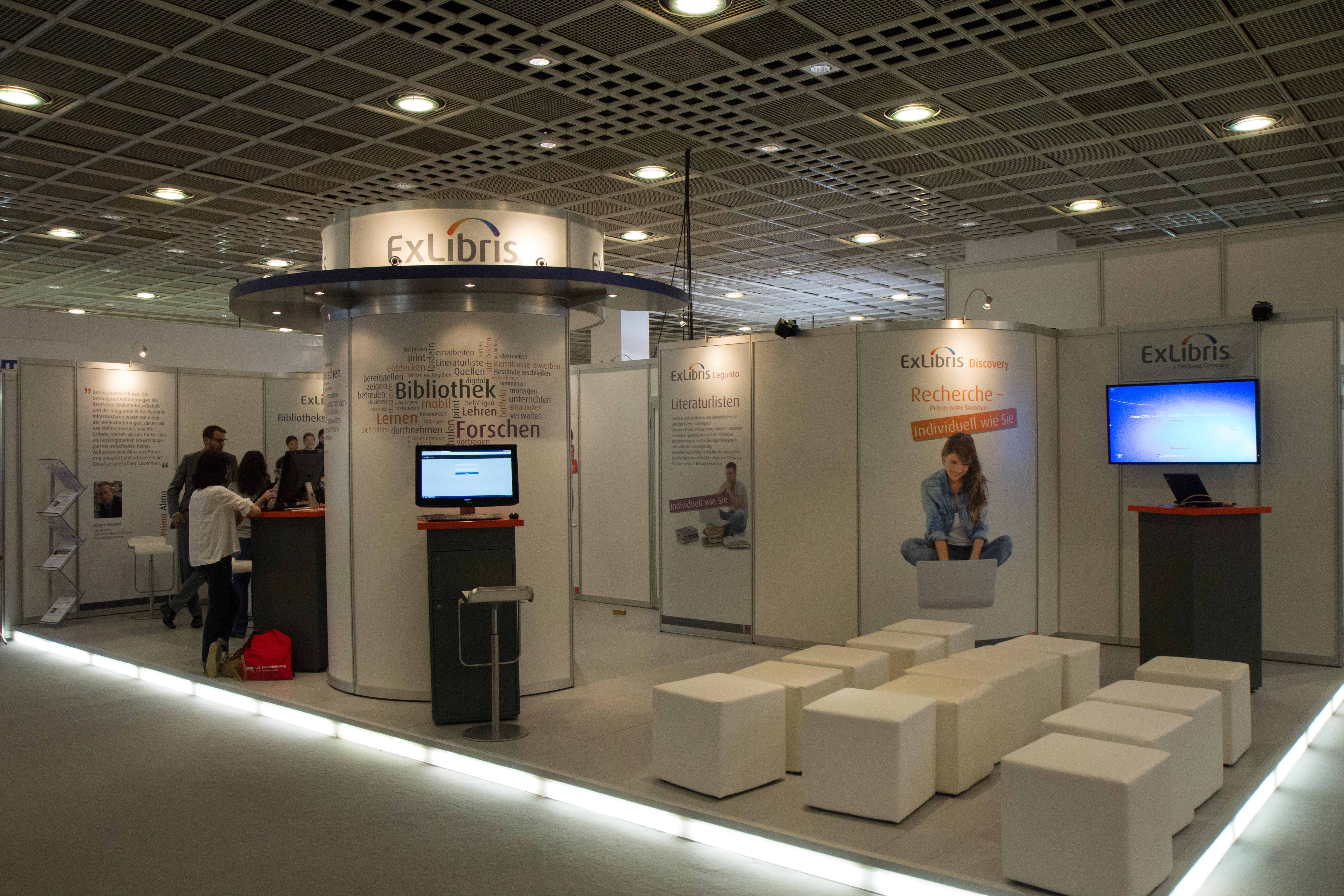
Stand der Ex Libris Group auf dem 106. Deutschen Bibliothekartag 2017 in Frankfurt

Die Firma Aleph Yissum wurde in den frühen 1980ern als Ableger der Hebräischen Universität Jerusalem gegründet. Aleph Yissum bot bereits damals die noch heute verbreitete Bibliothekssoftware Aleph an, dessen Entwickler Yohanan Shproch nun auch die Führung des Unternehmens übernahm. Nachdem sich die Firma etabliert hatte, unterschrieb die Universität einen Vertrag mit dem Unternehmer Azriel Morag, der eine weitere Firma namens Ex Libris gründete, um die Software zu vermarkten. Der Verkauf des Bibliothekssystems Aleph im Ausland begann 1989. Im Jahr 1996 fusionierte man die beiden Unternehmen Aleph Yissum und Ex Libris.
Im Jahr 1998 investierten Walden Israel und Tamar Ventures rund 4 Millionen US-$ in das Unternehmen, um dessen Präsenz auf dem Weltmarkt zu stärken. In der Folge wechselte das Unternehmen einige Male den Besitzer, währenddessen der Wert von Ex Libris ständig und beträchtlich stieg. Im Jahr 2006 ging die Ex Libris Group aus einer Fusion von Ex Libris mit dem vormaligen Elsevier-Tochterunternehmen Endeavor Information Systems hervor, nachdem beide von der Kapitalbeteiligungsgesellschaft Francisco Partners aus San Francisco übernommen worden waren. Der Preis, den Francisco Partners 2006 für Ex Libris zahlte, wird auf 62 Millionen US-$ geschätzt.
Im August 2008 wurde Ex Libris an die New-Yorker Firma Leeds Equity Partners, ebenfalls eine Gesellschaft für  privates Beteiligungskapital, verkauft und 2012 an die Kapitalbeteiligungsgesellschaft Golden Gate Capital. Im Jahr 2015 wurde die Ex Libris Group vom Datenbankanbieter ProQuest übernommen. Der Kaufpreis wird auf rund 500 Millionen US-$ geschätzt.
Die Firma versorgte 2015 über 5600 Einrichtungen in mehr als 90 Ländern. 43 der 50 bedeutendsten Universitäten sowie über 40 Nationalbibliotheken nutzten die Produkte von Ex Libris.
Im Februar 2018 kam Ex-Libris mit fünf Universitäten in den USA zusammen, um die Entwicklung einer neuen Forschungsdienste-Plattform, Ex-Libris Esploro, zusammenzuarbeiten.
Im August 2018 erwarb Ex-Libris Research Limited.
Im 2019 erwarb Ex-Libris zwei Unternehmen – RapidILL und Innovative Interfaces.